# CV-425
La CV-425 és una carretera local del País Valencià que comunica Bunyol amb Cortes de Pallars i la N-330, amb una extensió de 45 quilòmetres.

## Nomenclatura
La CV-425 és una carretera secundària que pertany a la Xarxa de carreteres de la Diputació de València. La seua denominació prové de CV, que indica que és una carretera autonòmica del País Valencià i el 425, el número que rep la via en l'ordre de nomenclatura de les carreteres secundàries valencianes.

## Història
La CV-425 va substituir a la carretera provincial VP-3031, que tenia el mateix traçat i servia de by-pass de la connexió de la N-III amb la N-330 a l'altura d'Utiel.

## Traçat actual
La CV-425 inicia el seu recorregut com a carretera convencional a la sortida 316 de l'Autovia A-3 i recorre els termes municipals de Bunyol (a la qual serveix de circumval·lació mentre que el traçat antic de la VP-3031 ha estat redenominat com CV-4250), Macastre i de Cortes de Pallars passant per urbanitzacions com Venta de Gaeta, Los Herreros o Viñuelas finalitzant el seu recorregut a la N-330.